# Песчаное (Старобешевский район)
Песчаное (укр. Піщане) — село на Украине, находится в Старобешевском районе Донецкой области. Под контролем самопровозглашённой Донецкой Народной Республики.

## География

#### Соседние населённые пункты по странам света
С: Обильное, Новосёловка, Новобешево
СЗ: Червоное, Любовка
СВ: Каменка
З: Коммунаровка
В: —
ЮЗ: —
ЮВ: Зерновое
Ю: Стыла

## История
В 1945 г. постановлением Сталинского облисполкома хутор Саар-Яр, сельсовета Горняк переименован в хутор Песчаный.

## Население
Население по переписи 2001 года составляло 401 человек.

## Общие сведения
Код КОАТУУ — 1424581203. Почтовый индекс — 87202. Телефонный код — 6253.

## Адрес местного совета
87220, Донецкая область, Старобешевский р-н, с. Коммунаровка, ул. Октябрьская, 3